# .lc
‎.lc‏ دامنه اینترنتی اختصاص داده شده به کشور سنت لوسیا (به انگلیسی: Saint Lucia) است.